# Харина
Харина — деревня в Кудымкарском районе Пермского края. Входила в состав Степановского сельского поселения.

## География
Располагается восточнее от города Кудымкара.
Расстояние до районного центра составляет 8 км.

## История
По данным на 1 июля 1963 года, населённый пункт входил в состав Сервинского сельсовета.

## Население
| 2010 |
| ---- |
| 126  |

По данным на 1 июля 1963 года, в деревне проживало 99 человек.
По данным Всероссийской переписи населения 2010 года, в деревне проживало 126 человек (62 мужчины и 64 женщины).

## Инфраструктура
Личное подсобное хозяйство.

## Транспорт
Просёлочные дороги.